# Jota (cầu thủ bóng đá Tây Ban Nha)
Jose Ignacio Peleteiro Ramallo (sinh ngày 16 tháng 6 năm 1991), thường được gọi là Jota và Jota Peleteiro, là một cầu thủ bóng đá chuyên nghiệp người Tây Ban Nha, chơi ở vị trí tiền vệ tấn công cho câu lạc bộ Premier League, Aston Villa. Một cầu thủ trẻ của hệ thống đào tạo trẻ Celta Vigo, anh chỉ chơi một vài lần cho đội một của câu lạc bộ, mặc dù xuất hiện thường xuyên cho Celta B. Anh đã có một hợp đồng cho mượn với Real Madrid Castilla vào năm 2012, 13 và giúp Eibar thăng hạng lên La Liga trong khi cho mượn trong mùa 2013-14. Sau đó, anh đã dành ba năm với câu lạc bộ tiếng Anh Brentford, trong thời gian đó anh lại được cho mượn ở Eibar. Vào tháng 8 năm 2017, anh gia nhập thành phố Birmingham với mức phí kỷ lục của câu lạc bộ. Nửa chừng hợp đồng bốn năm, anh gia nhập đối thủ địa phương Aston Villa.
Jota đã chơi cho đội đại diện Galicia trong trận giao hữu với Venezuela năm 2016.